# Tallapoosa (Misuri)
Tallapoosa es una ciudad ubicada en el condado de Nueva Madrid en el estado estadounidense de Misuri. En el Censo de 2010 tenía una población de 168 habitantes y una densidad poblacional de 145,44 personas por km².

## Geografía
Tallapoosa se encuentra ubicada en las coordenadas 36°30′22″N 89°49′1″O / 36.50611, -89.81694. Según la Oficina del Censo de los Estados Unidos, Tallapoosa tiene una superficie total de 1.16 km², de la cual 1.16 km² corresponden a tierra firme y (0%) 0 km² es agua.

## Demografía
Según el censo de 2010, había 168 personas residiendo en Tallapoosa. La densidad de población era de 145,44 hab./km². De los 168 habitantes, Tallapoosa estaba compuesto por el 97.62% blancos, el 0% eran afroamericanos, el 1.79% eran amerindios, el 0% eran asiáticos, el 0% eran isleños del Pacífico, el 0% eran de otras razas y el 0.6% pertenecían a dos o más razas. Del total de la población el 2.38% eran hispanos o latinos de cualquier raza.